# 中国港口博物馆
29°45′31.20″N 121°54′20.21″E / 29.7586667°N 121.9056139°E
中国港口博物馆位於中国浙江省宁波市北仑区春晓街道洋沙山风景旅游区，占地78亩，建筑面积40987平方米，是中国大陆首家大型港口专题博物馆，同时也是国家水下文化遗产保护宁波基地所在地。博物馆建筑由中国工程院院士程泰宁设计，外形取材于海螺，并结合风帆的外形，将海洋文化和港口文化结合。博物馆于2014年10月16日开馆，2018年9月成为国家二级博物馆，2020年12月升格为国家一级博物馆。

## 历史
中国港口博物馆筹建于2008年。2009年12月，中国港口博物馆正式选址于北仑区春晓街道。2010年7月，国家水下文化遗产保护宁波基地确定与中国港口博物馆合建。7月29日，中国港口博物馆与国家水下文化遗产保护宁波基地正式奠基。2011年12月底，中国港口博物馆正式进场试桩，并于2013年9月完成主体工程。博物馆于2014年9月30日通过竣工验收，并于10月16日正式向公众开放。

## 建筑

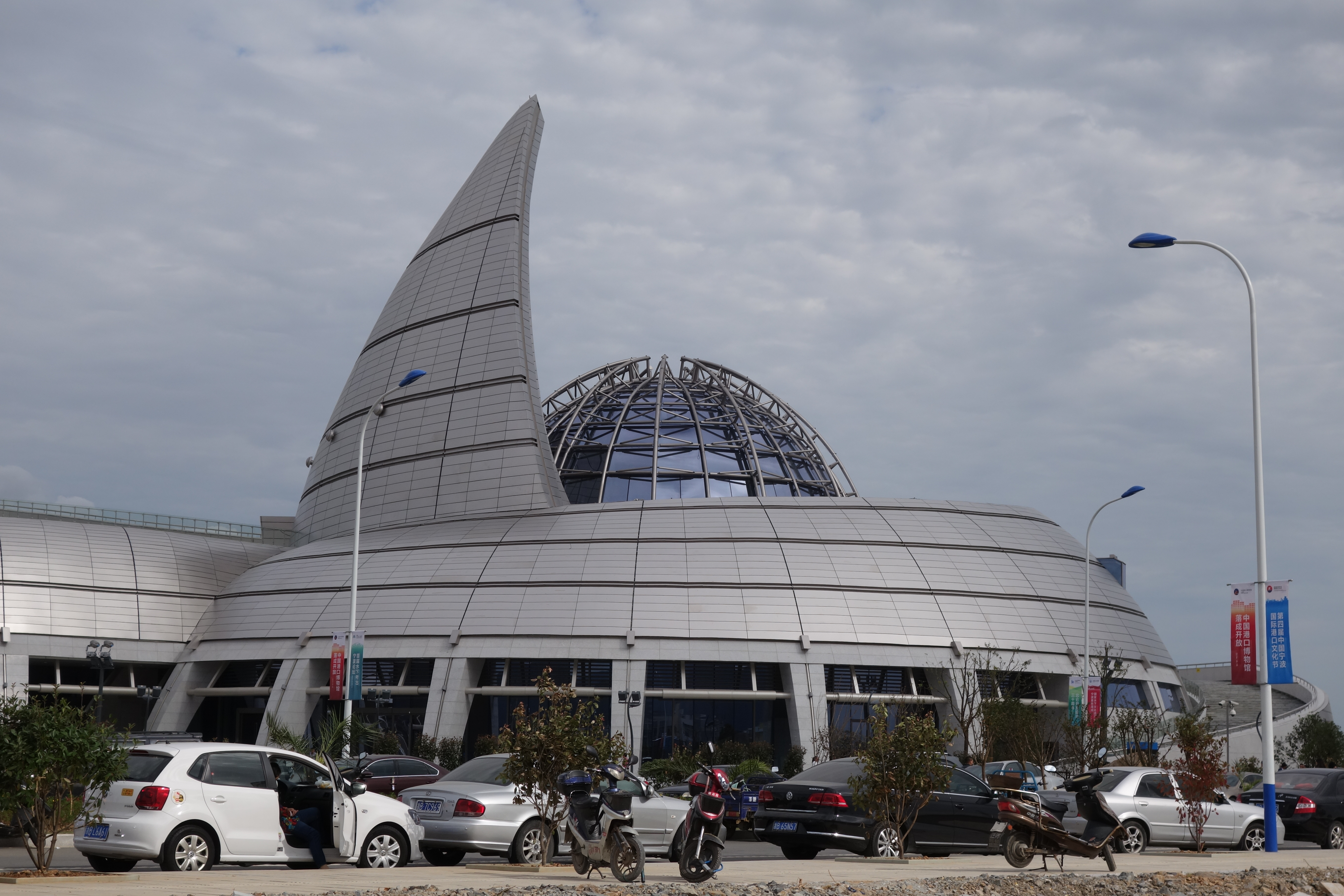
中国港口博物馆B楼全貌

中国港口博物馆的建筑由中国工程院院士程泰宁设计。建筑灵感来自海螺，建筑东西长240米，南北宽120米，主体从海螺的外形抽象出一大一小两个螺旋体造型，分别作为港口博物馆和水下文化遗产保护宁波基地使用，并通过中间的走廊连为一体。海螺的上部为玻璃穹顶和钢结构风帆。建筑外表面为不规则螺旋形曲面，钢结构和混凝土节点之间的结构特点差异较大，这增大了建设的难度。由于博物馆位于海边，且容易受到台风影响，而风帆形状的建筑没有相应的建筑规范作参考，因而中国港口博物馆在设计时采用1:150的模型在浙江大学风洞中进行试验，以确定结构安全可靠。博物馆外部则铺设15000块钛金板，能够抵抗海风和盐碱侵蚀。

## 展览
中国港口博物馆设有6个常设展馆：中国港口历史馆、现代港口知识馆、港口科学探索馆、“数字海洋”体验馆、北仑史迹陈列馆、“水下考古在中国”陈列，展厅总面积接近10000平方米。

### 中国港口历史馆

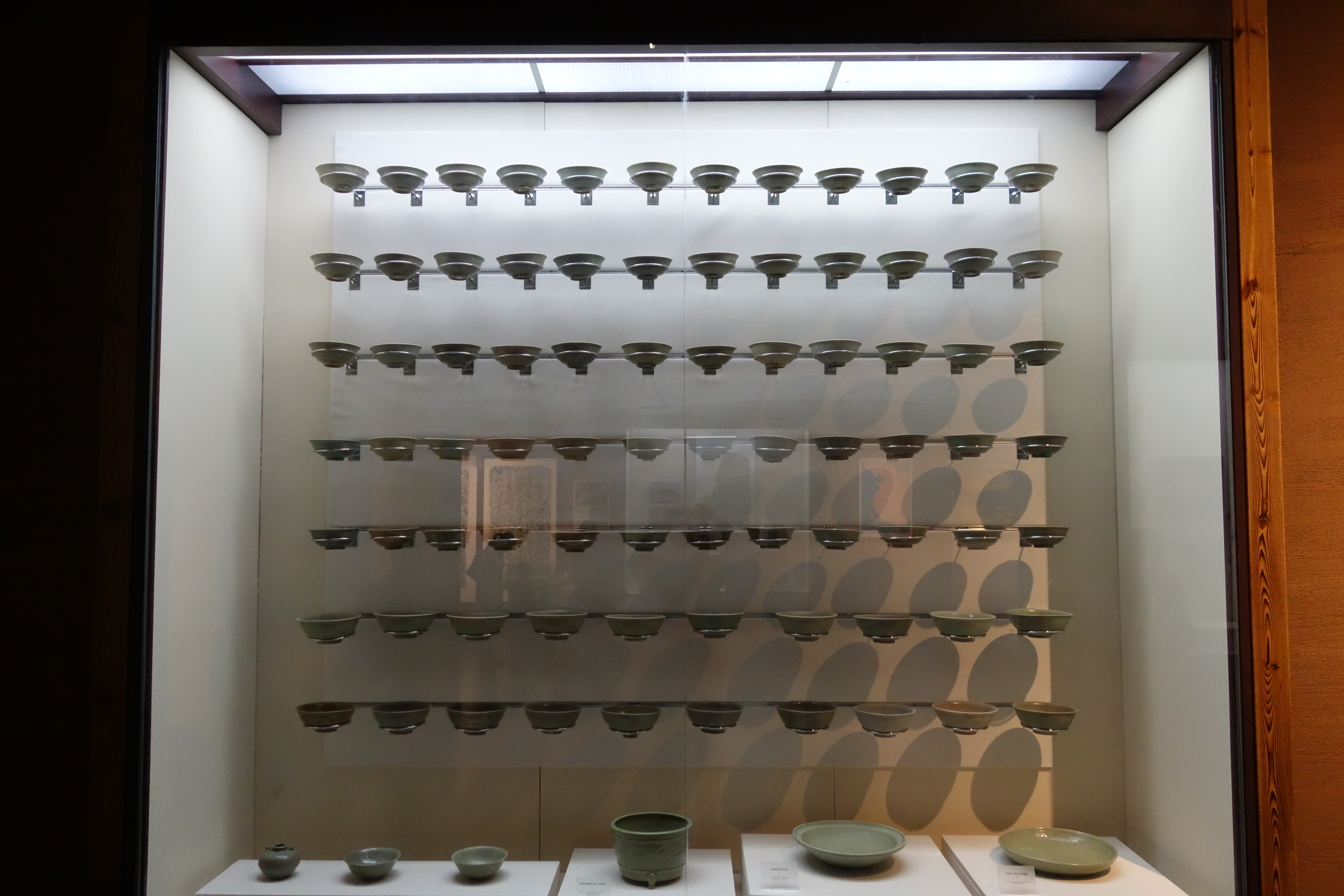
龙泉窑瓷器陈列

“港通天下”中国港口历史馆展区总面积2950平方米，依照远古、古代、近代、现代四个历史阶段展示远古至现代的时间顺序展示中国港口的发展史，展现各个时期全国港口的全貌，中国港口的重要历史事件和重大成就以及重要港口在中国历史中的独特作用。该展览大纲由交通部水运科学研究院牵头编制。

### 现代港口知识馆
“创新之路”现代港口知识馆展区总面积2000平方米左右，展示现代港口的构成、功能、装备和关键技术，包括港口布局、机械、系统工艺以及重大技术等内容，以展现当代港口的地位与作用，普及港口知识和专业技术。该展览大纲由交通部水运科学研究院牵头编制。

### 港口科学探索馆
港口科学探索馆通过类似主题公园的形式，以港口时空变化和人物变化为主线，设计了港口装卸、货物检测、水下打捞等多个方面的26项交互展品，供参观者获得港口科技方面的知识和体验。

### 数字海洋体验馆
“数字海洋”体验馆以角色实时表现与表演系统为核心，利用虚拟现实和特种影像技术，展现航海模拟、海洋奇遇、海底探秘、海洋科幻等内容。该展览由国家海事局数字海洋实验室与中国科学院自动化研究所共同设计。

### “水下考古在中国”陈列

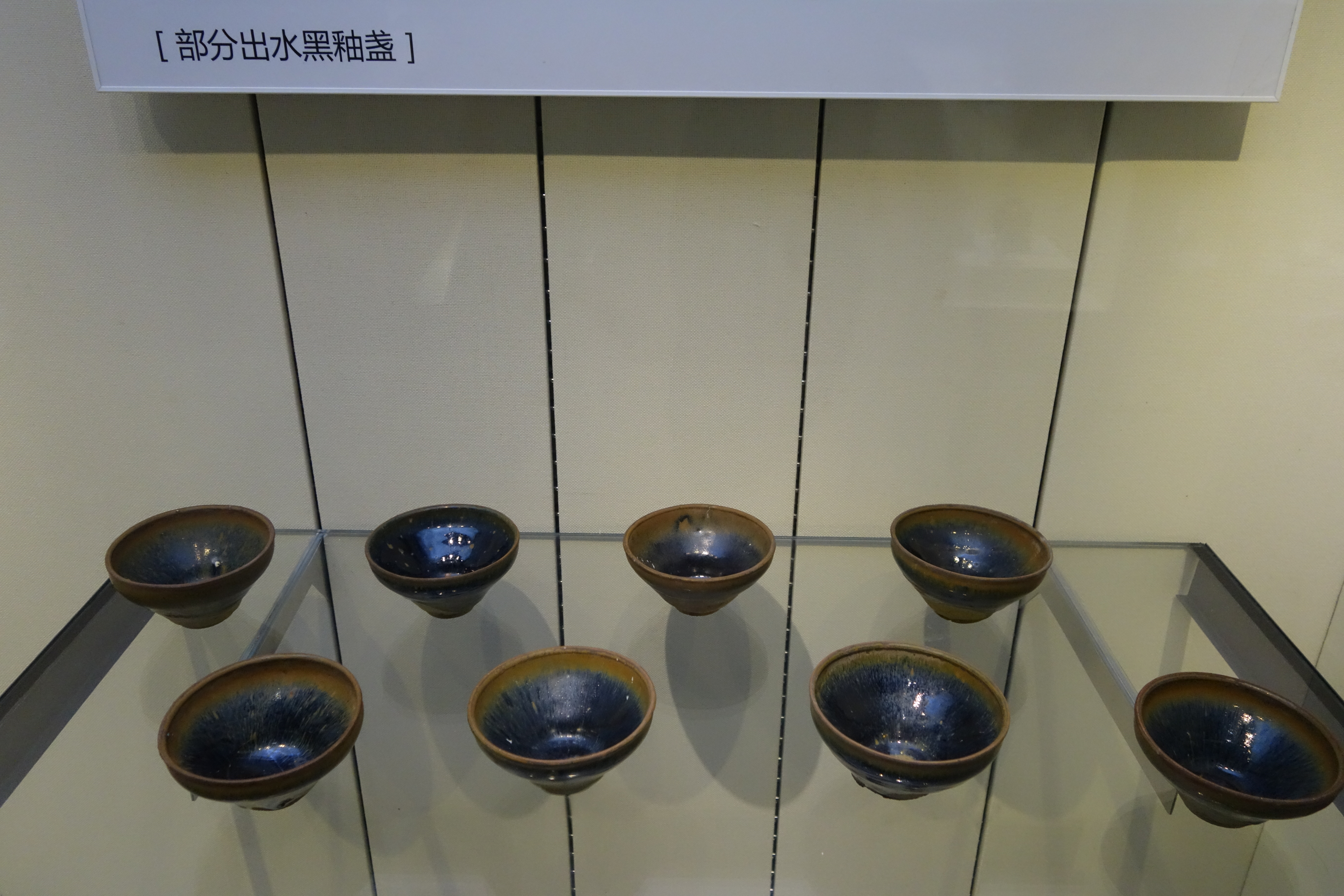
“半洋礁一号”出土黑釉盏

“水下考古在中国”陈列由水下考古专题陈列厅和半开放的沉船修复室两部分组成，展示中国水下考古的发展史和成果。其中的陈列展览部分分为“机构人员”、“技术与装备”、“调查与发掘”、“保护与交流”、“规划与发展”五个板块，展出“南海一号”、“南澳一号”、“碗礁一号”、“半洋礁一号”、绥中元代沉船、中山舰、“小白礁一号”沉船出土文物158件以及各种水下考古装备。沉船修复室则可以帮助参观者了解沉船修复的最新进度。该展览由国家文物局文化遗产研究院和水下文化遗产保护中心建设。

### 北仑史迹陈列
“海濡之地”北仑史迹陈列展现博物馆所在地北仑区从新石器时代到现代各个时期发生的重大事件和重要人物。该展览大纲由北仑博物馆负责编制。

## 馆藏

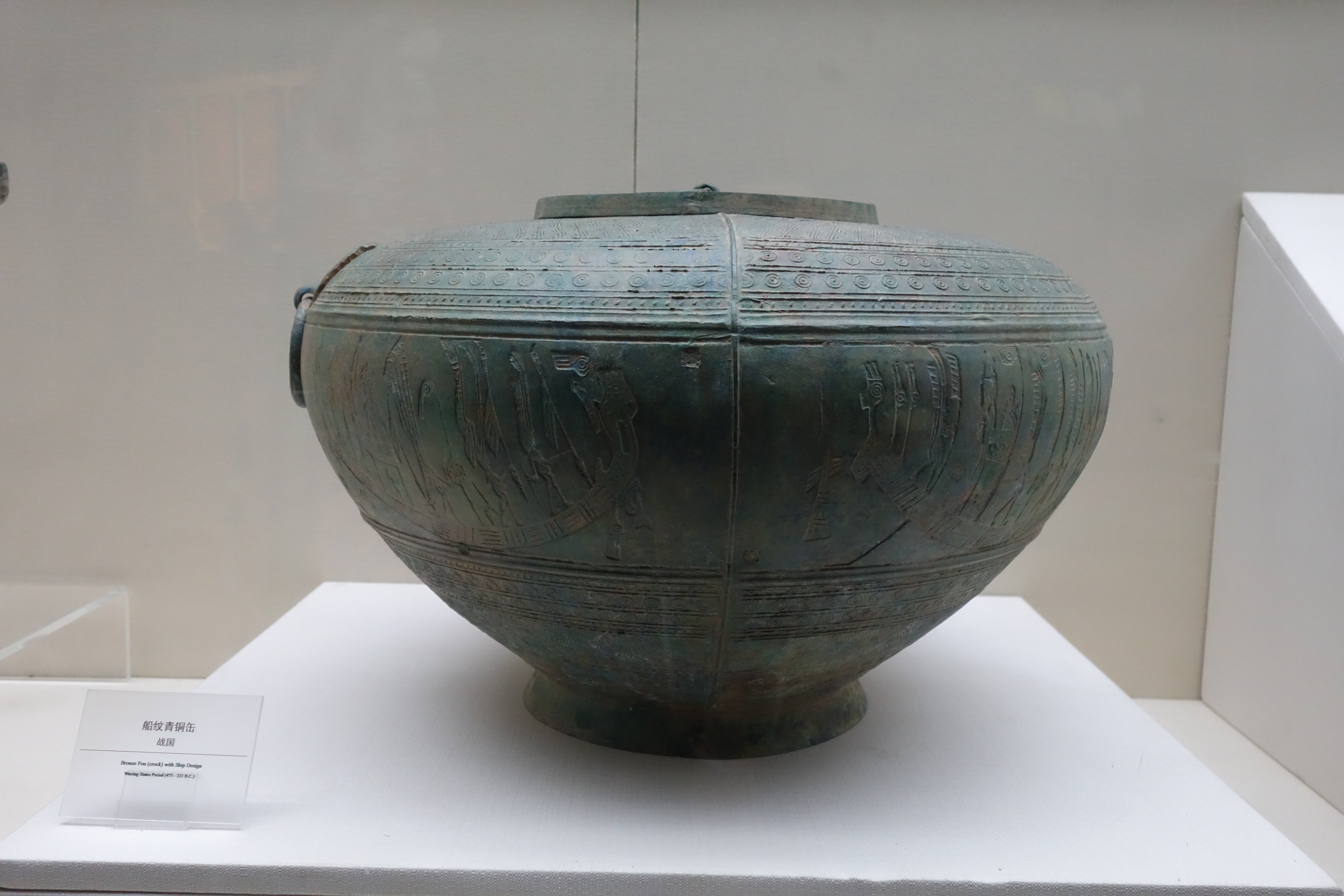
战国船纹青铜缶

中国港口博物馆建成时共收藏国家一级文物8件，二级文物50件，三级文物近500件，涵盖石器、铜器、陶瓷、书画、文献等各个方面。文物主要由博物馆向全国22个重点港口及相关城市征集而来，另一部分涉及水下考古的文物则由国家文物局调拨。在馆藏文物中，国家一级文物包括战国羽人划船纹青铜缶、西晋越窑青瓷谷仓、五代花鸟纹铜镜、南宋菩萨坐像、南宋供养人像、南宋金叶子、元代海水纹银贯耳瓶、元代黑陶俑一组。其中的战国羽人划船纹青铜缶被称为博物馆的镇馆之宝。该缶由广西合浦征集而来，缶身下腹部为四组羽人竞渡纹，下部有弧形边框线，代表舟船，上部的人像有竞技动作。此外，象山小白礁清代一号沉船在完成发掘后将在博物馆进行现场修复，届时参观者可以一览修复过程。

## 争议
2014年9月25日，北仑新闻网在新浪微博发布微博，介绍中国港口博物馆重要文物“元基督教圆柱形十字架石刻”，随后被泉州网友发现该文物与2013年顾珀故居失窃的墓塔石几乎完全一样，该事件在泉州引起极大反响。随后中国港口博物馆表示，愿意与石刻所有权人协商处置办法。

## 参观信息
中国港口博物馆开馆时间为每周二至周日，周一闭馆。开馆时间为9:00至17:00，16:00停止参观者进入。中国港口历史馆、现代港口知识馆、北仑史迹陈列馆、“水下考古在中国”陈列为免费参观，港口科学探索馆和“数字海洋”体验馆门票为30元。港口科学探索馆和数字海洋体验馆只在周三、周六和周日对散客开放，而30人以上团队除周一闭馆日外都可预约参观。